# Ray Winstone

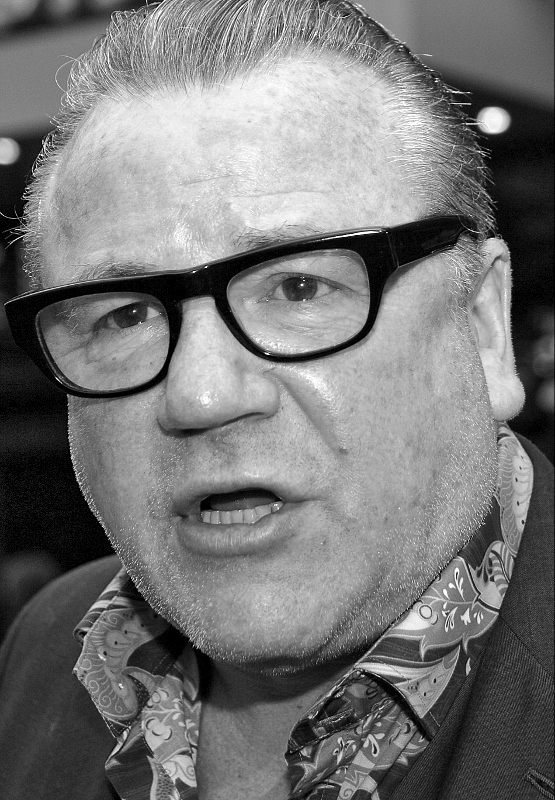
Ray Winstone (2014)

Raymond „Ray“ Andrew Winstone (* 19. Februar 1957 in Hackney, London) ist ein britischer Schauspieler.

## Leben und Karriere
Als Junge trainierte Winstone das Boxen. Er gewann dreimal die London Schoolboy Championship und trat zweimal für England an. Nach Ende der Schulzeit gab er das Boxen auf und studierte Schauspiel an der Corona Theatre School in Hammersmith, wo er jedoch nach einem Jahr aufgefordert wurde, wieder zu gehen. Winstone schaffte es 1977 durch seine Beharrlichkeit, an einem Casting der BBC für eine Produktion des Theaterstücks Scum von Roy Minton teilzunehmen und wurde für eine der Hauptrollen ausgewählt. Auf Grund der Brisanz des Themas und der gezeigten Gewalt erhielt dieses Fernsehspiel allerdings keine Sendefreigabe in der BBC und wurde erst 1991 zum ersten Mal im Fernsehen gezeigt. In der Zwischenzeit wurde 1979 auf Grundlage des Stücks ein Film gedreht, in dem Winstone ebenfalls einen Neuzugang in einer Besserungsanstalt ("Borstal") für straffällig gewordene Jugendliche spielte.
Winstones Rolle in Abschaum – Scum scheint wegweisend für seine späteren Besetzungen gewesen zu sein, in denen er oft als harter, abgeklärter und gewalttätiger Mann zu sehen ist. Er spielte unter anderem in Quadrophenia, in That Summer (wofür er als vielversprechendster Newcomer für einen Award der British Academy of Film and Television Arts nominiert wurde), in Ladybird, Ladybird, in Nil by Mouth (wofür er die zweite Nominierung, dieses Mal als bester Schauspieler, erhielt) sowie in Face, Ripley’s Game und Unterwegs nach Cold Mountain. 2003 spielte er im zweiteiligen Fernsehdrama Henry VIII den namensgebenden Tudorkönig.
Winstone wurde jedoch auch für eher untypische Rollen gecastet, in denen er seine gefühlvolleren Seiten ausleben konnte. So spielte er eine komische Rolle in Martha trifft Frank, Daniel & Laurence und war der romantische Hauptdarsteller in Fanny & Elvis.
Im Jahr 2000 agierte Winstone als Protagonist neben Ben Kingsley und Ian McShane in dem Thriller Sexy Beast. Der mit relativ geringem Budget produzierte Film war Jonathan Glazers Regiedebüt und erhielt eine Reihe internationaler Auszeichnungen.
2006 war er als blutrünstiger Mr. French in Martin Scorseses Gangsterepos Departed – Unter Feinden die gefürchtete rechte Hand des nicht minder brutalen Bosses Frank Costello (Jack Nicholson). 2007 übernahm er die Titelrolle in Robert Zemeckis’ animierten Heldenepos Beowulf und spielte an der Seite von Anthony Hopkins, Angelina Jolie, John Malkovich und Robin Wright Penn.
Zahlreich sind seine Fernsehserienauftritte, wie zum Beispiel in Robin Hood (1984–1986) als heißblütiger Draufgänger Will Scarlet.
In der kriminal-komödiantischen Miniserie The Gentlemen hat Winstone unter der Regie von Guy Ritchie eine Nebenrolle inne.

### Privates
Seit 1979 ist der Mime mit seiner Frau Elaine, mit der er drei Töchter hat, verheiratet. Die beiden lernten sich bei den Dreharbeiten zu That Summer kennen.

## Filmografie (Auswahl)
- 1976: Die Füchse (The Sweeney, Fernsehserie, eine Folge)
- 1977: Scum (Fernsehfilm)
- 1979: Abschaum – Scum (Scum)
- 1979: That Summer
- 1979: Quadrophenia
- 1984–1986: Robin Hood (Robin of Sherwood) (Fernsehserie, 24 Folgen)
- 1994: Ladybird, Ladybird
- 1997: Nil by Mouth
- 1997: Face
- 1998: Martha trifft Frank, Daniel & Laurence (Martha, Meet Frank, Daniel and Laurence)
- 1998: Final Cut – Die letzte Abrechnung (Final Cut)
- 1999: Mörderisches Geheimnis (Darkness Falls)
- 1999: Fanny & Elvis
- 1999: The War Zone
- 2000: Nur Mut, Jimmy Grimble (There’s Only One Jimmy Grimble)
- 2000: Sexy Beast
- 2000: Love, Honour and Obey
- 2001: Letzte Runde – Last Orders (Last Orders)
- 2002: Ripley’s Game
- 2003: Henry VIII (Fernsehzweiteiler, 2 Folgen)
- 2003: Unterwegs nach Cold Mountain (Cold Mountain)
- 2004: Everything
- 2004: King Arthur
- 2005: The Proposition – Tödliches Angebot (The Proposition)
- 2005: The Magic Roundabout (Stimme von Soldat Sam)
- 2005: Die Chroniken von Narnia: Der König von Narnia (The Chronicles of Narnia: The Lion, the Witch and the Wardrobe)
- 2005–2006: Vincent (Fernsehserie, 8 Folgen)
- 2006: Sweeney Todd (Fernsehfilm)
- 2006: Departed – Unter Feinden (The Departed)
- 2006: Breaking and Entering – Einbruch & Diebstahl (Breaking and Entering)
- 2007: Die Legende von Beowulf (Beowulf)
- 2008: Ein Schatz zum Verlieben (Fool’s Gold)
- 2008: Indiana Jones und das Königreich des Kristallschädels (Indiana Jones and the Kingdom of the Crystal Skull)
- 2009: 44 Inch Chest – Mehr Platz braucht Rache nicht (44 Inch Chest)
- 2010: Percy Jackson – Diebe im Olymp (Percy Jackson & the Olympians: The Lightning Thief)
- 2010: Ben Hur (Fernsehzweiteiler, 2 Folgen)
- 2010: Auftrag Rache (Edge of Darkness)
- 2010: London Boulevard
- 2010: Gejagt – Auf Leben und Tod (Tracker)
- 2010: 13
- 2011: Hugo Cabret (Hugo)
- 2011: Große Erwartungen (Great Expectations, Fernsehserie, 3 Folgen)
- 2012: Snow White and the Huntsman
- 2012: The Crime (The Sweeney)
- 2014: Noah
- 2014: Lords of London
- 2015: Zipper – Geld. Macht. Sex. Verrat. (Zipper)
- 2015: The Gunman
- 2015: Point Break
- 2015: Die Bewährung des Jimmy Rose (The Trials of Jimmy Rose, Miniserie)
- 2015: Die Legende von Barney Thomson (The Legend of Barney Thomson)
- 2018: Ein letzter Job (King of Thieves)
- 2019: Cats
- 2019: Royal Corgi – Der Liebling der Queen (The Queen’s Corgi)
- 2021: Black Widow
- 2022: Der gestiefelte Kater: Der letzte Wunsch (Puss in Boots: The Last Wish) (Stimme)
- 2024: The Gentlemen (Fernsehserie)
- 2024: Damsel